# Benito de Torres
Benito de Torres Zarzalejo (14 de mayo de 1973) es un deportista español que compitió en duatlón. Ganó una medalla de plata en el Campeonato Mundial de Duatlón de 2007, en la prueba de relevos.

## Palmarés internacional
| Campeonato Mundial | Campeonato Mundial | Campeonato Mundial | Campeonato Mundial |
| Año                | Lugar              | Medalla            | Prueba             |
| ------------------ | ------------------ | ------------------ | ------------------ |
| 2007               | Győr ( Hungría)    | Medalla de plata   | Relevos            |